# 申瓦尔德
申瓦尔德是德国巴伐利亚州的一个市镇。总面积19.19平方公里，总人口3387人，其中男性1594人，女性1793人（2011年12月31日），人口密度176人/平方公里。